# Сніданок для чемпіонів (фільм)
«Сніда́нок для чемпіо́нів» (англ. «Breakfast of Champions») — американський комедійний фільм 1999 року. Є вільною адаптацією (занадто вільною, на думку автора) однойменного роману Курта Воннегута.

## Сюжет
Дуейн Гувер господар фірми з продажу автомобілів в Мідленд-сіті і місцева знаменитість. Але його білозуба посмішка приховує жахливе нервове напруження, що змушує його щоранку засовувати собі в рот пістолет в розрахунку на те, що цього разу йому ніхто не перешкодить розлучитися з життям. Тим часом в місто приїжджає письменник-невдаха Кілгор Траут, візит якого повинен змінити життя Дуейна.

## У ролях
- Брюс Вілліс — Дуейн Гувер
- Альберт Фінні — Кілгор Траут
- Нік Нолті — Гаррі Ле Сейбр
- Барбара Герші — Селія Гувер
- Гленн Гедлі — Франсін Пефко
- Лукас Гаас[en] — Джордж «Банні» Гувер
- Омар Еппс — Вейн Хублер
- Віккі Льюїс[en] — Грейс Ле Сейбр
- Бак Генрі[en] — Фред Т. Баррі
- Кен Гадсон Кемпбелл[en] — Еліот Розуотер / Гілберт
- Джейк Йогансон[en] — Білл Бейлі
- Вілл Паттон — Мо водій вантажівки
- Чіп Цин[en] — Енді Воджековскі
- Оуен Вілсон — Монте Рапід
- Елісон Іствуд[en] — у ролі Марії Марітімо
- Шоуні Сміт[en] — у ролі Бонні Макмехон
- Майкл Джей Вайт — у ролі Хауела
- Майкл Кларк Дункан — у ролі Елі